# Yuri Vieira
 (juillet 2022).
La mise en forme du texte ne suit pas les recommandations de Wikipédia : il faut le « wikifier ».
Les points d'amélioration suivants sont les cas les plus fréquents :
- Les titres sont pré-formatés par le logiciel. Ils ne sont ni en capitales, ni en gras.
- Le texte ne doit pas être écrit en capitales (les noms de famille non plus), ni en gras, ni en italique, ni en « petit »…
- Le gras n'est utilisé que pour surligner le titre de l'article dans l'introduction, une seule fois.
- L'italique est rarement utilisé : mots en langue étrangère, titres d'œuvres, noms de bateaux, etc.
- Les citations ne sont pas en italique mais en corps de texte normal. Elles sont entourées par des guillemets français : « et ».
- Les listes à puces sont à éviter, des paragraphes rédigés étant largement préférés. Les tableaux sont à réserver à la présentation de données structurées (résultats, etc.).
- Les appels de note de bas de page (petits chiffres en exposant, introduits par l'outil «  Source ») sont à placer entre la fin de phrase et le point final[comme ça].
- Les liens internes (vers d'autres articles de Wikipédia) sont à choisir avec parcimonie. Créez des liens vers des articles approfondissant le sujet. Les termes génériques sans rapport avec le sujet sont à éviter, ainsi que les répétitions de liens vers un même terme.
- Les liens externes sont à placer uniquement dans une section « Liens externes », à la fin de l'article. Ces liens sont à choisir avec parcimonie suivant les règles définies. Si un lien sert de source à l'article, son insertion dans le texte est à faire par les notes de bas de page.
- La présentation des références doit suivre les conventions bibliographiques. Il est recommandé d'utiliser les modèles {{Ouvrage}}, {{Chapitre}}, {{Article}}, {{Lien web}} et/ou {{Bibliographie}}. Le mode d'édition visuel peut mettre en forme automatiquement les références.
- Insérer une infobox (cadre d'informations à droite) n'est pas obligatoire pour parachever la mise en page.

Pour une aide détaillée, merci de consulter Aide:Wikification.
Si vous pensez que ces points ont été résolus, vous pouvez retirer ce bandeau et améliorer la mise en forme d'un autre article.
 (juillet 2022).
Le contenu est difficilement compréhensible vu les erreurs de traduction, qui sont peut-être dues à l'utilisation d'un logiciel de traduction automatique.
Yuri Vieira Santos, né à São Paulo dans l'État de São Paulo au Brésil en 1975, est un écrivain et directeur de cinéma brésilien,,.

## Biographie

### Famille
Il est petit-fils d'agriculteurs de l'État de Goiás et a grandi dans trois villes: Goiânia, Rio de Janeiro et São Paulo.

### Alpinisme
Pendant son adolescence, il a vécu en Équateur, où il a fait de l'alpinisme sur des volcans actifs : Pichincha (4 800 m), Tungurahua (5 060 m) et Cotopaxi (5 890 m).

## Carrière

### Écrivain

#### Maison du Soleil(Hilda Hilst)
Pendant deux ans, il a résidé chez l'écrivaine Hilda Hilst à São Paulo,,. Il était son secrétaire et webmaster. Il décrit l'expérience comme étant dans l'œil de l'ouragan dans son livre O exorcista na Casa do Sol: Relatos do último pupilo de Hilda Hilst (en: "L'exorciste à la Maison du Soleil: histoires de la dernière élève de Hilda Hilst"). Hilda était l'hôte de nombreux écrivains éminents - le poète Bruno Tolentino y était une figure majeure - et avait 70 chiens à la maison. Cependant, malgré son image publique, Yuri dit qu'elle n'était pas la femme luxueuse que beaucoup pensent.
Hilda elle-même a fait l'éloge des écrits de Yuri.

#### Olavo de Carvalho
Il a été l'élève de l'écrivain brésilien Olavo de Carvalho (1947-2022) pendant 16 ans, de 2006 à janvier 2022, date de la mort d'Olavo,,,.Olavo a eu une influence essentielle sur lui.
Yuri est un important écrivain conservateur brésilien. Son style est comique et informel,.
En 2013, Yuri a été invité à la II Rencontre Internationale des Écrivains Brésiliens à Richmond, en Virginie (États-Unis).

#### Nouvelles
Son livre principal, A Tragicomédia Acadêmica – Contos Imediatos do Terceiro Grau (fr: La Tragicomédie académique - Contes immédiats du troisième degré), a été salué par les écrivains et critiques littéraires Bruno Tolentino, Millôr Fernandes, Lygia Fagundes Telles, Olavo de Carvalho, Ryoki Inoue (en), Rodrigo Constantino, Paulo Briguet, Sérgio Coutinho et Martim Vasques da Cunha.
Son livre de nouvelles de 2017 A sábia ingenuidade do Dr João Pinto Grande (fr: L'Ingéniosité intelligente de Monsieur Jean Biggus Dickus) a été confondu avec l'humour sexuel, en raison du titre ambigu. Ce fut un succès majeur, et salué par le critique littéraire Rodrigo Gurgel.

#### PrixOceanos2018
Yuri a été nommé au prix littéraire Oceanos 2018, financé par Portugal Telecom.

### Théâtre
Yuri est également un écrivain de pièces de théâtre. Il fut l'élève de Nelson Pereira dos Santos.  En 2011, une de ses pièces a été sélectionnée pour le Festival de Brasília.

### Cinéma
Yuri est également réalisateur de cinéma. Il a remporté un prix pour son court métrage de 2007 Espelho ("Miroir").

## Livres
En portugais.

### Livres électroniques auto-publiés
- A Bacante da Boca do Lixo. Karaloka.net, 2010[30].
- A Visitante do Planeta X. Karaloka.net, 2012[31].
- Espelho - e outros roteiros de curta-metragem. Karaloka.net, 2012[32].
- Mestre de um Universo. Karaloka.net, 2012[33].

### Livres de papier
- A sábia ingenuidade do Dr João Pinto Grande. Record, 2017[34].
- O exorcista na Casa do Sol: Relatos do último pupilo de Hilda Hilst. José Olympio, 2018[35].
- A Tragicomédia Acadêmica - Contos Imediatos do Terceiro Grau. Vide Editorial, 2018.  (ISBN 9788567394954)